# سوغانتشي كوة
سوغانتشي كوة (بالفارسية: سوغانچی‌کوه) هي مستوطنة تقع في قسم ورقه الريفي في إيران. يقدر عدد سكانها بـ 212 نسمة .